# 唐娜·哈拉维
唐娜·哈拉维（英語：Donna J. Haraway，1944年9月6日—），或譯唐娜·哈洛威，美国哲学家，主要研究后现代主义和女性主义，现任加州大学圣克鲁斯分校教授。
唐娜·哈拉维著作丰富，包括《灵长类视觉——现代科学世界中的性别、种族和自然》、《类人猿、赛博格和女人》等，目的是解构人们对于身体，种族的知识。她的作品批判了人类中心主义，强调了非人类过程（processes）的自组织能力，并探讨了这些过程与文化习俗之间的不和谐关系，重新思考伦理的来源。
2000年9月，唐娜·哈拉维因其领域的“杰出贡献”而被授予社会科学学会最高荣誉协会John Desmond Bernal奖。

## 经历
1944年9月6日生于美国丹佛市，哈拉维的父亲是丹佛邮报的体育记者，她的母亲是来自爱尔兰的天主教徒，她在哈拉维16岁时去世。哈拉维在科罗拉多州樱桃山村的圣玛丽学院上高中。
1962年开始在科罗拉多学院学习动物学与哲学，同时兼修英语专业的课程。获得了全额奖学金。1966年获得了福布莱特计划的资助，赴法从事为期一年的进化哲学和神学的研究。
1972年，哈拉维在耶鲁大学生物系以“关于隐喻在20世纪发育生物学研究中的作用特征”的论文获得博士学位。
哈拉维曾任教于夏威夷大学、加州大学圣克鲁斯分校。

## 理論

### 賽伯格宣言
1985年，哈洛威發表〈賽伯格宣言〉。儘管哈洛威早期作品批判科學界的父權，但該宣言系回應當時的女性主義，主張不再存在某種本質讓女人歸屬同一類，一如賽伯格。

## 相关文献
- 《身体:符号、隐喻与跨界——唐娜·哈拉维“技科学”的主体解析》. 周丽昀. 上海大学社会科学学院（页面存档备份，存于）
- 《哈拉维及其“赛博格”神话》. 李建会 苏湛. 北京师范大学哲学与社会学学院（页面存档备份，存于）